# Circuito di trazione
Con circuito di trazione, viene comunemente indicata  quella parte di circuito elettrico dei rotabili ferroviari, tranviari o dei veicoli a trazione elettrica, che è dimensionata per la circolazione di correnti elettriche elevate per alimentare i motori di trazione. Comprende tutte le parti e i componenti di regolazione, protezione e controllo di potenza. 
Tale categoria di circuito è basilare nella costruzione di rotabili ferroviari quali elettromotrici, locomotive elettriche e diesel-elettriche, Tram nonché veicoli stradali come le automobili elettriche, i filobus, gli autobus ibridi e le macchine operatrici di vario genere. 